# ヤン・スタニスワフスキ
ヤン・スタニスワフスキ（Jan Stanisławski、1860年6月24日 - 1907年1月6日）はポーランドの画家である。

## 略歴
現在のウクライナのVilshanaで生まれた。1879年から1882年までワルシャワ大学で数学を学び、その後サンクトペテルブルクの工科大学で1年間学んだ。ワルシャワでヴォイチェフ・ゲルソンに絵画を学び、1883年にはクラクフの絵画学校(後のヤン・マテイコ美術アカデミー)に入学し、美術の道に進んだ。1885年にパリに移り、カロリュス＝デュランのスタジオで学んだ。パリを拠点にイタリアやスペイン、スイス、ドイツ、オーストリアを旅して修行した。
1890年にフランスの国民美術協会の展覧会に作品を出展し、1892年にはクラクフの絵画学校の展覧会に出展した。先輩のポーランド出身の画家ユリアン・ファワトと共作で、ナポレオン戦争を題材にしたパノラマ画を描いた。
1897年にクラクフの大きな会場で開く美術展を企画し、運営を助けた。ユリアン・ファワトが校長になったクラクフ美術学校の風景画の教師になり、1900年に教授の称号を得た。ヤン・スタニスワフスキが教えた学生にはルイ・マルクーシやタデウシュ・マコフスキがいる。テオドル・アクセントヴィチが作った女性のための美術学校などでも教えた。
1897年に"Sztuka"という名前の、クラクフのポーランド美術家協会の創立者の一人となり、後に副会長、会長を務め、協会の展覧会に多くの作品を出展した。1898年に「ウィーン分離派」のメンバーになり、その展覧会に出展した。

## 作品

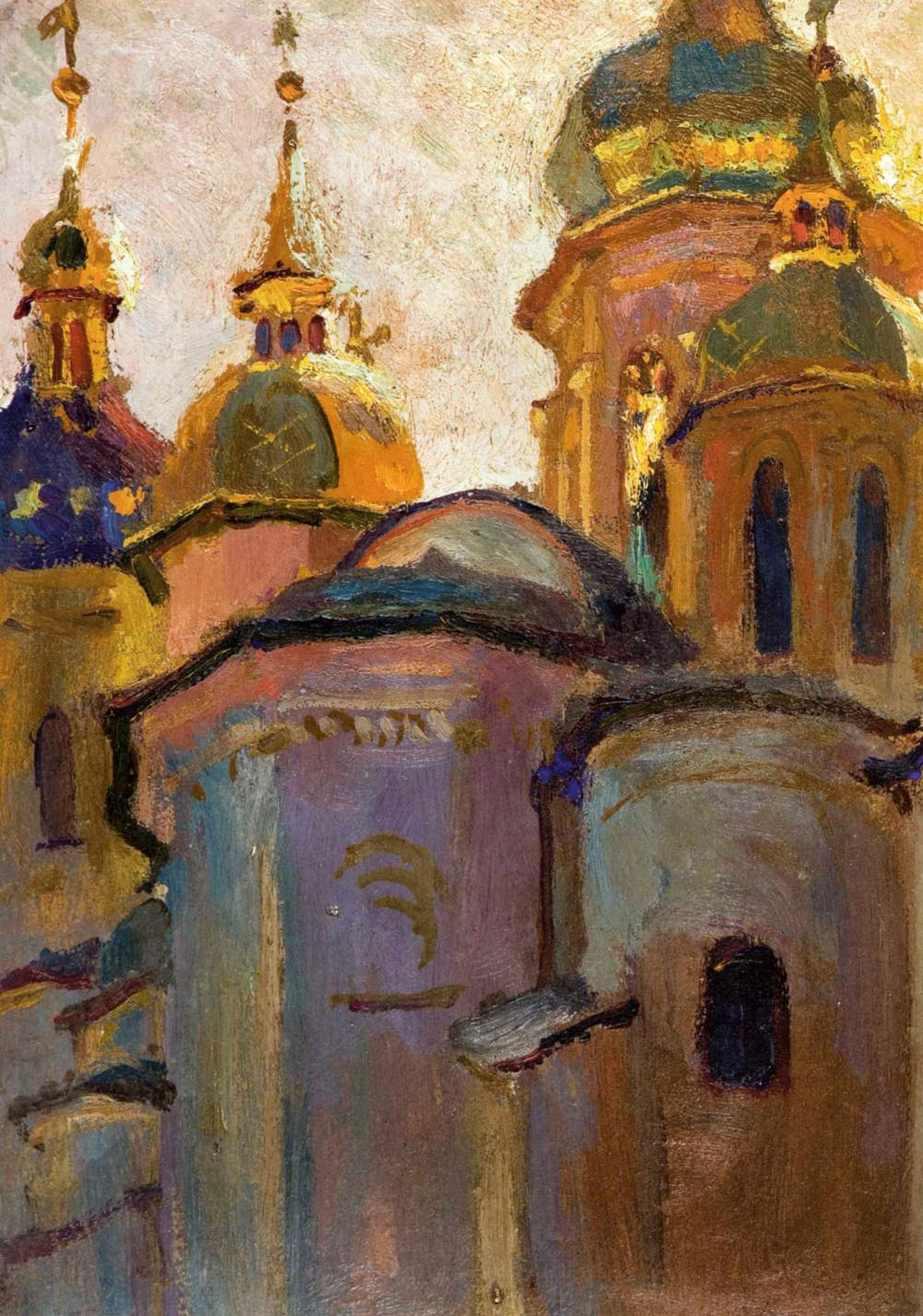
キエフの聖ソフィア大聖堂
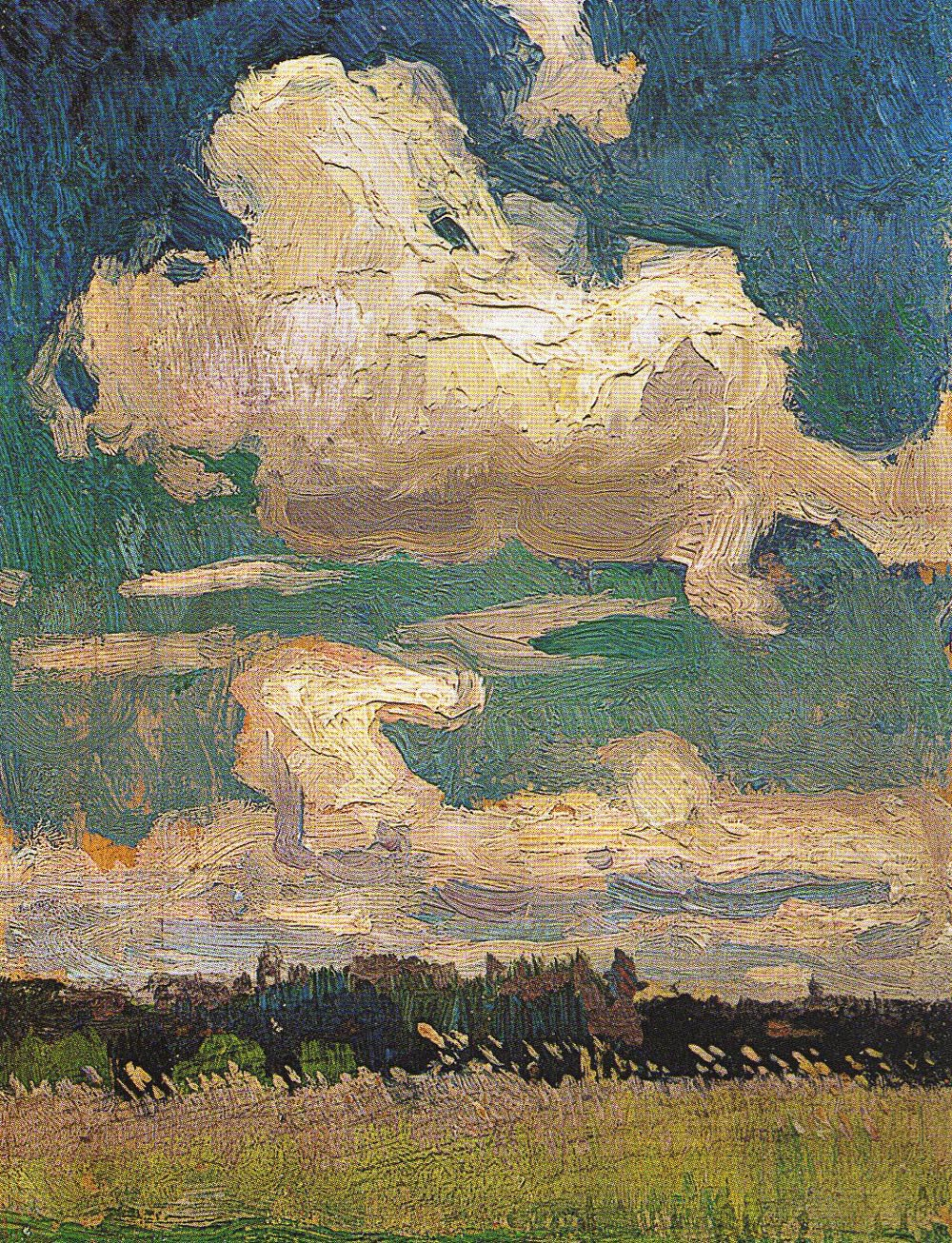
雲
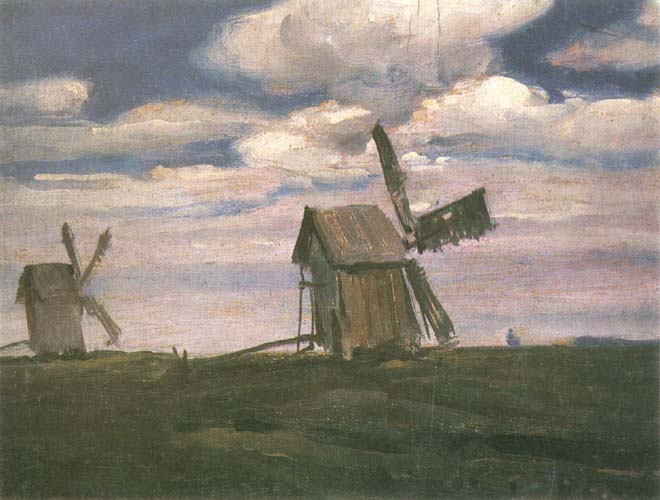
風車
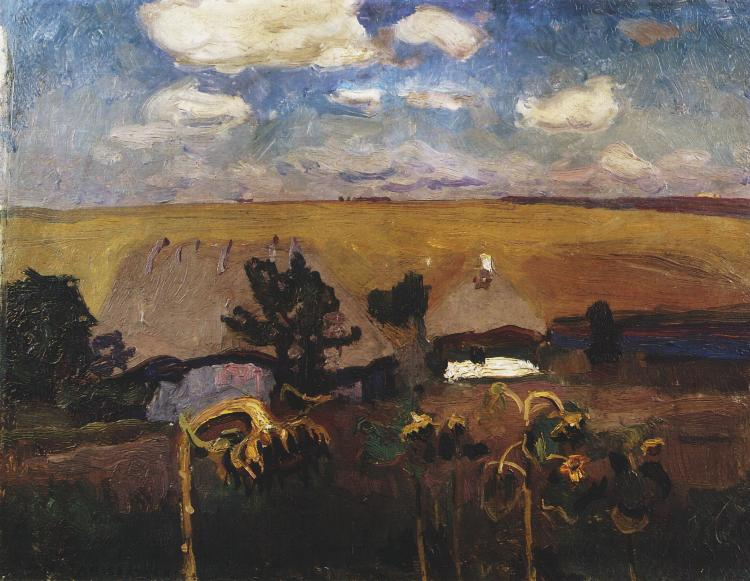
ひまわり
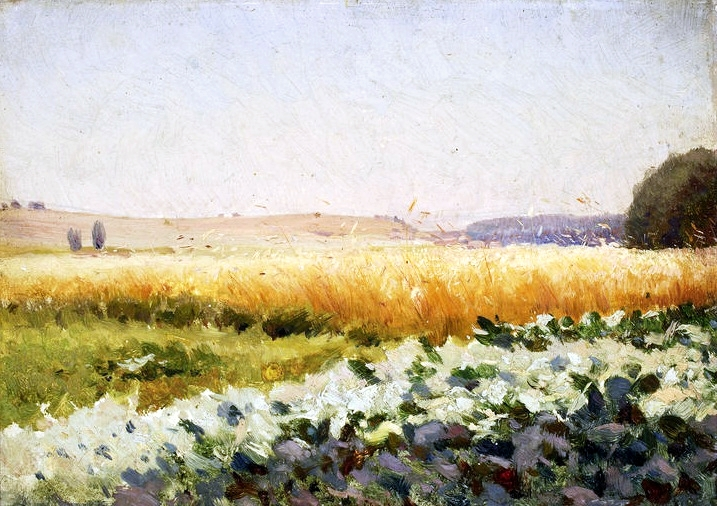
キャベツ畑
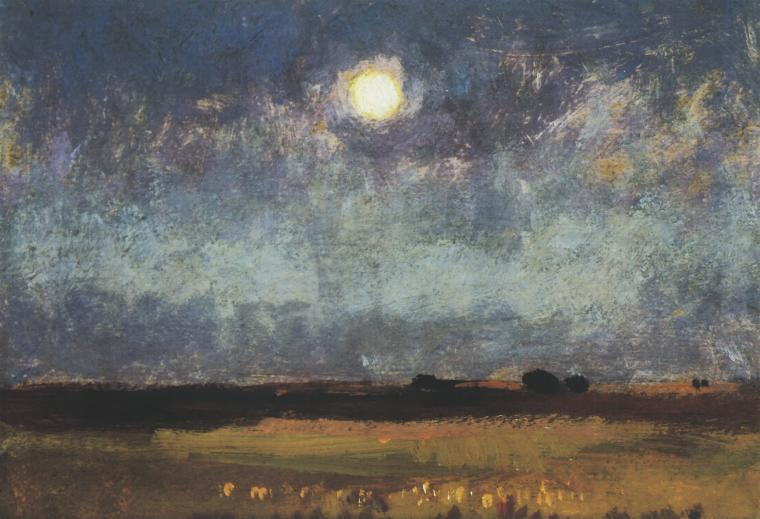
ロシアの風景
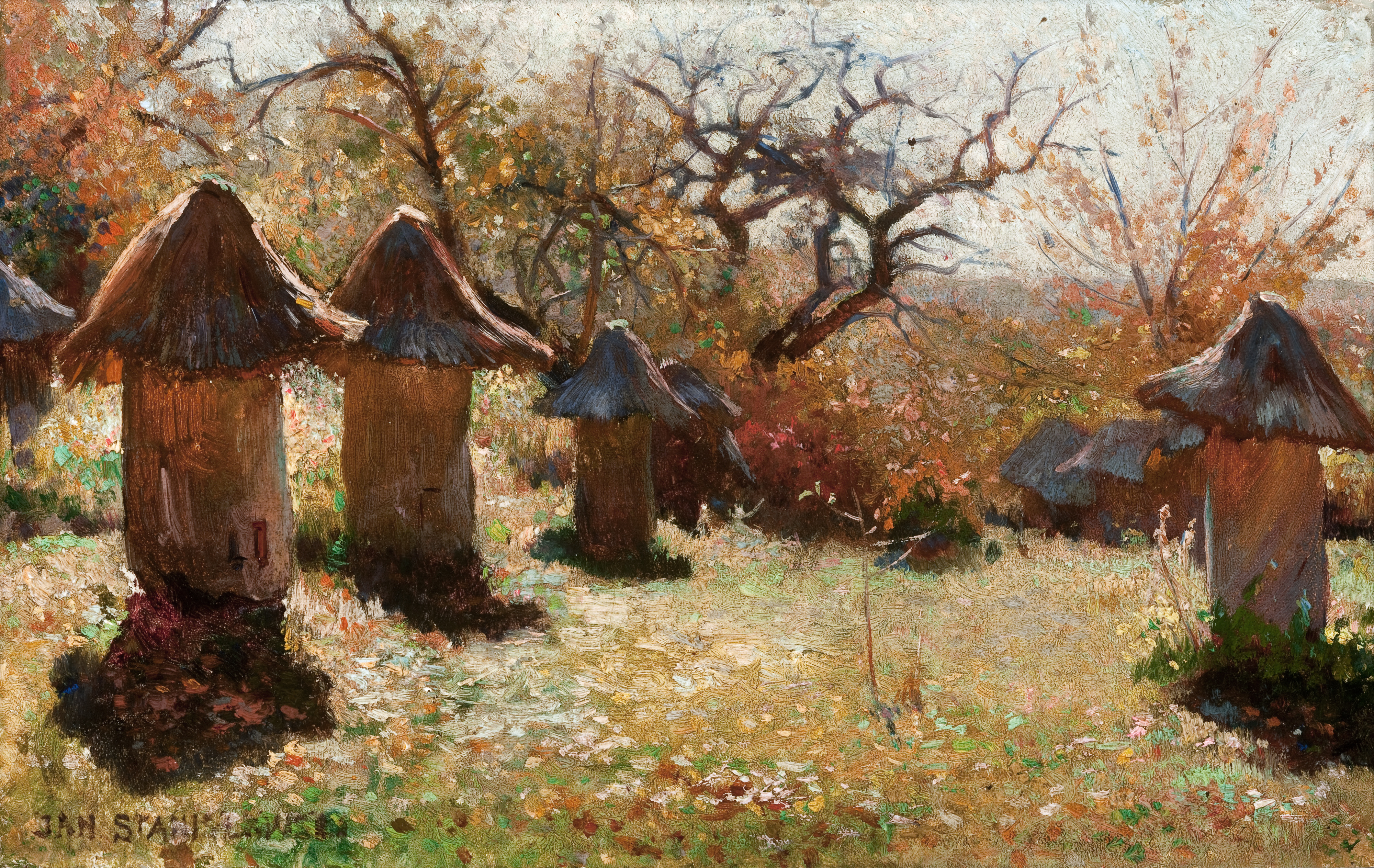
ウクライナの養蜂場
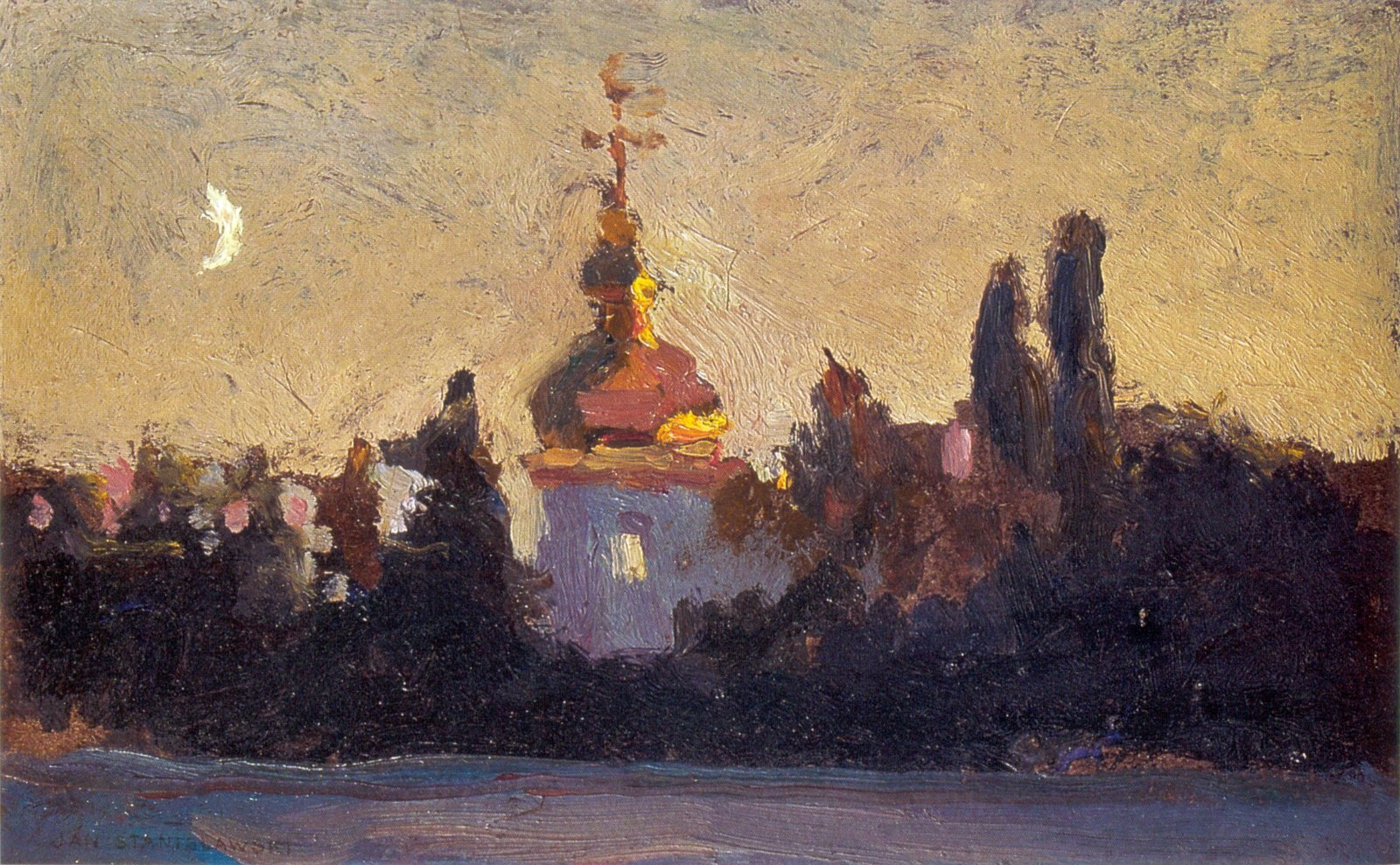
キエフの聖ソフィア大聖堂